# Похождения бравого солдата Швейка (телесериал)
Похождения бравого солдата Швейка (нем. Die Abenteuer des braven Soldaten Schwejk) — телевизионный сериал, созданный австрийской телекомпанией ORF и немецкой — ZDF. Основан на романе «Похождения бравого солдата Швейка» (1921 — 1923) Ярослава Гашека. Сериал, состоящий из 13 серий, практически полностью повторяет книгу и лишь первая половина следует по стопам романа, а вторая — добавленные авторами фильма события. Гашек так и не успел закончить роман. Поэтому приключения Швейка в воздушных войсках, на флоте, в плену были частично выдуманы авторами фильма, частично заимствованы из других произведений Гашека и Карела Ванека.

## Сюжет
Главный герой сериала чешский торговец собаками — Йозеф Швейк (Фриц Муляр). Проживает в Праге в начале XX века во времена Австро-Венгерской монархии. Был комиссован с действующей военной службы по «идиотизму», но после череды событий снова призван в армию «пушечным мясом» служить кайзеру Францу Иосифу I «до последний капли крови».

## Актёрский состав
| Актёр                   | Роль                       | Появление в эпизодах | Появление в эпизодах | Появление в эпизодах | Появление в эпизодах | Появление в эпизодах | Появление в эпизодах | Появление в эпизодах | Появление в эпизодах | Появление в эпизодах | Появление в эпизодах | Появление в эпизодах | Появление в эпизодах | Появление в эпизодах |
| Актёр                   | Роль                       | 1                    | 2                    | 3                    | 4                    | 5                    | 6                    | 7                    | 8                    | 9                    | 10                   | 11                   | 12                   | 13                   |
| ----------------------- | -------------------------- | -------------------- | -------------------- | -------------------- | -------------------- | -------------------- | -------------------- | -------------------- | -------------------- | -------------------- | -------------------- | -------------------- | -------------------- | -------------------- |
| Фриц Муляр              | Йозеф Швейк                |                      |                      |                      |                      |                      |                      |                      |                      |                      |                      |                      |                      |                      |
| Хелли Серви             | Фрау Мюллерова             |                      |                      |                      |                      |                      |                      |                      |                      |                      |                      |                      |                      |                      |
| Рудольф Реснер          | трактирщик Паливец         |                      |                      |                      |                      |                      |                      |                      |                      |                      |                      |                      |                      |                      |
| Генрих Швайгер          | агент полиции Бретшнейдер  |                      |                      |                      |                      |                      |                      |                      |                      |                      |                      |                      |                      |                      |
| Бибиан Целлер           | Фрау Паливец               |                      |                      |                      |                      |                      |                      |                      |                      |                      |                      |                      |                      |                      |
| Бригита Свобода         | Мария                      |                      |                      |                      |                      |                      |                      |                      |                      |                      |                      |                      |                      |                      |
| Курт Совинец            | фельдкурат Отто Кац        |                      |                      |                      |                      |                      |                      |                      |                      |                      |                      |                      |                      |                      |
| Хайнц Петтерс           | обер-лейтенант Лукаш       |                      |                      |                      |                      |                      |                      |                      |                      |                      |                      |                      |                      |                      |
| Курт Яггберг            | фельдфебель Ванек          |                      |                      |                      |                      |                      |                      |                      |                      |                      |                      |                      |                      |                      |
| Хайнц Маречек           | вольноопределяющийся Марек |                      |                      |                      |                      |                      |                      |                      |                      |                      |                      |                      |                      |                      |
| Франц Гари              | Водичка                    |                      |                      |                      |                      |                      |                      |                      |                      |                      |                      |                      |                      |                      |
| Герберт Прикопа         | Балоун                     |                      |                      |                      |                      |                      |                      |                      |                      |                      |                      |                      |                      |                      |
| Райнер фон Айтенфелс    | лейтенант Дуб              |                      |                      |                      |                      |                      |                      |                      |                      |                      |                      |                      |                      |                      |
| Роберт Дитль            | начальник полиции          |                      |                      |                      |                      |                      |                      |                      |                      |                      |                      |                      |                      |                      |
| Гарри Хорниш            | Цвершина                   |                      |                      |                      |                      |                      |                      |                      |                      |                      |                      |                      |                      |                      |
| Харольд Серафин         | Фёдор                      |                      |                      |                      |                      |                      |                      |                      |                      |                      |                      |                      |                      |                      |
| Герда Протт             | Нина                       |                      |                      |                      |                      |                      |                      |                      |                      |                      |                      |                      |                      |                      |
| Лизелотта Плауэнштайнер | Дуня                       |                      |                      |                      |                      |                      |                      |                      |                      |                      |                      |                      |                      |                      |
| Лиана Печ               | Наташа                     |                      |                      |                      |                      |                      |                      |                      |                      |                      |                      |                      |                      |                      |
| Людвиг Хирш             | Хоршин                     |                      |                      |                      |                      |                      |                      |                      |                      |                      |                      |                      |                      |                      |
| Герд Стеффен            | Кракор                     |                      |                      |                      |                      |                      |                      |                      |                      |                      |                      |                      |                      |                      |

## Создатели телесериала
- режиссёр — Вольфганг Либенайнер
- сценарий — Экхарт Хачфельд, Ярослав Гашек, Грета Райнер
- продюсер — Ф. К. Виттич, Вернер Швоссиль, Йорг Мауте
- оператор — Гёц Нойман, Зигфрид Хольд
- музыка — Йоханнес Мартин Дюрр
- художник — Вольф Вицеман, Эдит Альмослино
- монтаж — Аннамария Рокосс, Карл Аулицки

## Список серий

### Сезон 1
| № в сериале | № в сезоне | Режиссёр             | Автор сценария                               | Дата премьеры   |
| --- | ---------- | -------------------- | -------------------------------------------- | --------------- |
| 1 | 1          | Вольфганг Либенайнер | Экхарт Хачфельд, Ярослав Гашек, Грета Райнер | 6 февраля 1972  |
| В Сараеве убивают наследника престола эрцгерцога Франца Фердинанда. Швейк, узнав об этом, сказал: «Будет война с турками» и был арестован агентом тайной полиции Бретшнейдером как провокатор. Но война всё-таки началась и Швейка приходится отпустить из тюрьмы, так как его призывают в армию. |            |                      |                                              |                 |
| 2 | 2          | Вольфганг Либенайнер | Экхарт Хачфельд, Ярослав Гашек, Грета Райнер | 9 февраля 1972  |
| Пока на войне граждане империи умирали за своего кайзера и отечество, Швейк проходил призывную комиссию, на которой заявил, что у него ревматизм. Члены комиссии назвали Швейка симулянтом и отправили в гарнизонный госпиталь, где ему было назначено лечение в виде строгой диеты, промывания желудка, клистира. В госпитале Швейка посетила баронесса и принесла много еды и выпивки, за что его отправили на гарнизонную гауптвахту. Отбывая наказание, Швейк знакомится с фельдкуратом Отто Кацем и становится его денщиком. |            |                      |                                              |                 |
| 3 | 3          | Вольфганг Либенайнер | Экхарт Хачфельд, Ярослав Гашек, Грета Райнер | 13 февраля 1972 |
| Фельдкурат Кац проиграл Швейка командиру роты обер-лейтенанту Лукашу за сто крон. Лукаш — достойный, но строгий офицер, кроме того, дамский угодник и любитель собак. По просьбе обер-лейтенанта Швейк решил достать ему собаку и не придумал ничего лучше, как украсть её у полковника. |            |                      |                                              |                 |
| 4 | 4          | Вольфганг Либенайнер | Экхарт Хачфельд, Ярослав Гашек, Грета Райнер | 16 февраля 1972 |
| Швейк служит денщиком у обер-лейтенанта Лукаша — командира первой роты 91-го пехотного полка в Будейовицах. И после того, как полковник узнал о собаке, он отправил на передовую роту Лукаша. |            |                      |                                              |                 |
| 5 | 5          | Вольфганг Либенайнер | Экхарт Хачфельд, Ярослав Гашек, Грета Райнер | 20 февраля 1972 |
| Ординарец первой маршевой роты третьего батальона 91-го пехотного полка Швейк направляется на фронт в Галицию. И как оказалось, добраться до фронта дело непростое. |            |                      |                                              |                 |
| 6 | 6          | Вольфганг Либенайнер | Экхарт Хачфельд, Ярослав Гашек, Грета Райнер | 23 февраля 1972 |
| В первом же бою в Швейка стрелял русский солдат, но не попал и сдался в плен. Рядом с его другом Балоуном разорвался снаряд, но он тоже остался жив. |            |                      |                                              |                 |

### Сезон 2
| № в сериале | № в сезоне | Режиссёр             | Автор сценария                               | Дата премьеры   |
| --- | ---------- | -------------------- | -------------------------------------------- | --------------- |
| 7 | 1          | Вольфганг Либенайнер | Экхарт Хачфельд, Ярослав Гашек, Грета Райнер | 02 февраля 1977 |
| Возвращаясь после первого боя, Балоун падает и стреляет Швейку в зад. Швейк попадает в лазарет, где за ним уже шпионит агент криминальной полиции Бретшнейдер. Пуля, извлечённая из пятой точки Швейка, была австрийская, Бредшнайдер выкрал пулю и написал донос на Швейка, что тот занимался членовредительством. Швейка приговаривают к казни через повешение. |            |                      |                                              |                 |
| 8 | 2          | Вольфганг Либенайнер | Экхарт Хачфельд, Ярослав Гашек, Грета Райнер | 16 февраля 1977 |
| Швейка отправляют залечивать рану домой в Прагу, где он пытается найти работу. Не может оставаться в стороне и хочет драться за кайзера «до последний капли крови» и снова просится добровольцем на фронт. По пути он встречает своего бывшего господина фельдкурата Каца, который просит раздобыть ему вина. |            |                      |                                              |                 |
| 9 | 3          | Вольфганг Либенайнер | Экхарт Хачфельд, Ярослав Гашек, Грета Райнер | 02 марта 1977   |
| Швейк по приказу болгарского майора завел самолёт и полетел вместе с ним, так как приказы не обсуждаются. Позже выяснилось, что Швейк не умеет управлять самолётом, и майор выпрыгнул с парашютом. А Швейк улетал все дальше на восток в сторону русских… |            |                      |                                              |                 |
| 10 | 4          | Вольфганг Либенайнер | Экхарт Хачфельд, Ярослав Гашек, Грета Райнер | 16 марта 1977   |
| После скитаний по разным войскам Швейк все-таки вернулся в свою роту, но ненадолго. В разведке Швейк попадает в плен к русским. На одной из станций всех пленных разбили по группам союзных армий, и трёх чехов, среди которых оказался Швейк, отправляют в русскую семью на уборку урожая. |            |                      |                                              |                 |
| 11 | 5          | Вольфганг Либенайнер | Экхарт Хачфельд, Ярослав Гашек, Грета Райнер | 30 марта 1977   |
| У русских крестьян пленным Швейку, Мареку и Цвершине живется очень хорошо: работы не слишком много, достаточно еды и рядом две молодые красивые дочери крестьянина. К осени они собрали почти весь урожай и Фёдор отвозит Швейка и Марека обратно на станцию, откуда они должны быть доставлены в лагерь пленных в Сибирь. Перед этим Швейк и Марек знакомятся ещё с Хоршином, который объясняет им, как вести себя в России и что нужно делать, чтобы попасть в землю обетованную всех военнопленных, в Сибирь. |            |                      |                                              |                 |
| 12 | 6          | Вольфганг Либенайнер | Экхарт Хачфельд, Ярослав Гашек, Грета Райнер | 13 апреля 1977  |
| В Сибири Швейк пробыл недолго. Он со своим новым знакомым Кракором не угодили жене коменданта лагеря, за что были отправлены в лагерь под Витебском. Там он снова встречает фельдфебеля Ванека. В лагере Швейк узнает, что его любимый кайзер Франц Иосиф отдал богу душу и близится долгожданный мир. |            |                      |                                              |                 |
| 13 | 7          | Вольфганг Либенайнер | Экхарт Хачфельд, Ярослав Гашек, Грета Райнер | 27 апреля 1977  |
| В России вспыхнула революция, и Швейк с друзьями Мареком и Кракором пытаются вернуться домой. Они становятся добровольцами чешского легиона. Благодаря находчивости Швейка легион пробирается между красными и белыми, попами и комиссарами, бедными и богатыми в Прагу, где на Вацлавской площади празднуют победу и образование нового государства Чехословакия. |            |                      |                                              |                 |

## Факты
Благодаря успеху мини-сериала «Остров сокровищ» (нем. Die Schatzinsel, 1966) и фильма «Молодые годы Швейка» (нем. Schwejks Flegeljahre, 1964) Вольфгангу Либенайнеру (нем. Wolfgang Liebeneiner) было предложено продюcсировать телесериал. Роль Швейка сразу была предложена Фрицу Муляру (нем. Fritz Muliar). За образ Швейка в сериале Мюляр получил признание от Хайнца Рюманна (нем. Heinz Rühmann), который сыграл Швейка в полнометражном фильме «Бравый солдат Швейк» (нем. Der brave Soldat Schwejk, 1960). В этом же фильме снимался и Фриц Муляр в роли русского солдата Бориса.
В 1972 году вышел в свет первый сезон сериала из шести эпизодов и сразу же стал популярным. Однако второй сезон из семи серий был снят только через три года, а вышел на экраны 2 февраля 1977 года.
Съемки проходили в Кремс-ан-дер-Донау, на верфи Корнеубург (в хранилище морских боеприпасов Триеста), а также в винном квартале Вайнфиртель (среди прочего, на железнодорожном вокзале Карнабрунн вдоль линии Корнубург-Хоэнау).

## Релиз
17 ноября 2008 года вышел DVD со всеми 13 эпизодами.